# Liste der Baudenkmale in Rehbeck (Lüchow (Wendland))
In der Liste der Baudenkmale in Rehbeck (Lüchow (Wendland)) sind die Baudenkmale des niedersächsischen Dorfes Rehbeck aufgelistet. Der Stand der Liste ist der 21. Oktober 2021. Dies ist ein Teil der Liste der Baudenkmale in Lüchow (Wendland). Die Quelle der  IDs und der Beschreibungen ist der Denkmalatlas Niedersachsen.

## Allgemein
In den Spalten befinden sich folgende Informationen:
- Lage: die Adresse des Baudenkmales und die geographischen Koordinaten. Kartenansicht, um Koordinaten zu setzen. In der Kartenansicht sind Baudenkmale ohne Koordinaten mit einem roten Marker dargestellt und können in der Karte gesetzt werden. Baudenkmale ohne Bild sind mit einem blauen Marker gekennzeichnet, Baudenkmale mit Bild mit einem grünen Marker.
- Bezeichnung: Bezeichnung des Baudenkmales
- Beschreibung: die Beschreibung des Baudenkmales. Unter § 3 Abs. 2 NDSchG werden Einzeldenkmale und unter § 3 Abs. 3 NDSchG Gruppen baulicher Anlagen und deren Bestandteile ausgewiesen.
- ID: die Objekt-ID des Baudenkmales
- Bild: ein Bild des Baudenkmales, ggf. zusätzlich mit einem Link zu weiteren Fotos des Baudenkmals im Medienarchiv Wikimedia Commons. Wenn man auf das Kamerasymbol klickt, können Fotos zu Baudenkmalen aus dieser Liste hochgeladen werden:

## Baudenkmale

### Gruppe baulicher Anlagen
| Lage                                     | Bezeichnung               | Beschreibung | ID       | Bild |
| ---------------------------------------- | ------------------------- | --- | -------- | ---- |
| Im Rundling 3 52° 59′ 59″ N, 11° 9′ 6″ O | Hofanlage mit Baumbestand | Die Hofanlage Nr. 3 besteht aus vier Gebäuden, von denen das älteste das Wohn-/Wirtschaftsgebäude von 1712 ist, während die Nebengebäude (zwei Ställe und eine Scheune) aus dem 19. Jahrhundert stammen. Die Gebäude umschließen einen teilweise gepflasterten Hof, es gibt alten Baumbestand auf dem Grundstück. | 30828418 | BW   |
| Im Rundling 8 53° 0′ 0″ N, 11° 9′ 1″ O   | Hofanlage                 | Die Hofanlage im Rundling 8 besteht aus einem am Dorfplatz stehenden Wohn-/Wirtschaftsgebäude des 19. und einem älteren rückwärtigen Scheunengebäude des 18. Jahrhunderts. | 30828429 | BW   |
| Im Rundling 9 53° 0′ 2″ N, 11° 8′ 59″ O  | Hofanlage                 | Rundlingstypische Anordnung mit Vierständerhallenhaus aus dem 19. Jahrhundert. Die Hofanlage im Rundling 9 besteht aus einem Wohn-/Wirtschaftsgebäude von 1914 und einer rückwärtigen Querscheune aus der Mitte des 19. Jahrhunderts; dazwischen befindet sich der teils gepflasterte Wirtschaftshof.             | 30828439 | BW   |

### Einzelobjekte
| Lage                                        | Bezeichnung               | Beschreibung | ID       | Bild |
| ------------------------------------------- | ------------------------- | --- | -------- | ---- |
| Im Rundling 3 52° 59′ 59″ N, 11° 9′ 6″ O    | Wohn-/ Wirtschaftsgebäude | Giebelständiges Dreiständerhaus in Fachwerk mit Backsteinausfachung, unter ungleichhüftigem Satteldach in Ziegeldeckung, Halbwalm mit Uhlenloch am Wohnende; östliche Traufseite in Lehmstakung; westliche Traufseite in Backsteinmauerwerk ersetzt. Gefüge des Wirtschaftsgiebels mit großen Holzquerschnitten und Gitterfachwerk. Errichtet 1712 (i). | 30861808 |      |
| Im Rundling 3 52° 59′ 58″ N, 11° 9′ 6″ O    | Stall                     | Langgestreckter zweigeschossiger Fachwerkbau mit Backsteinausfachungen; unter Satteldach. Erdgeschoss weitgehend in Backsteinmauerwerk ersetzt, Obergeschoss komplett in Fachwerk. Errichtet 1870 (i). | 39611880 | BW   |
| Im Rundling 3 52° 59′ 59″ N, 11° 9′ 7″ O    | Stall                     | Fachwerkbau mit Backsteinausfachung unter Satteldach. Errichtet in der zweiten Hälfte des 19. Jahrhunderts. | 39611974 | BW   |
| Im Rundling 3 52° 59′ 58″ N, 11° 9′ 8″ O    | Scheune                   | Fachwerkbau mit Backsteinausfachung, unter Satteldach. Errichtet in der ersten Hälfte des 19. Jahrhunderts. | 39611902 | BW   |
| Im Rundling 8 53° 0′ 0″ N, 11° 9′ 1″ O      | Wohn-/ Wirtschaftsgebäude | Vierständerhaus in Fachwerk mit Backsteinausfachung, unter Satteldach; Wirtschaftsgiebel in engmaschigem, symmetrischen Gitterfachwerk. Wohnende zweigeschossig bei gleicher First- aber größerer Traufhöhe; hier Krüppelwalm. Errichtet 1871 (i). | 30861703 |      |
| Im Rundling 8 53° 0′ 0″ N, 11° 8′ 58″ O     | Scheune                   | Fachwerkbau mit Backsteinausfachung unter Satteldach; mit ausmittiger Längsdurchfahrt und dritter innerer Ständerreihe; einige Gefache mit Lehmstakung; Gefüge teilweise durch Backsteinmauerwerk ersetzt. Errichtet 1788 (i). | 30861682 | BW   |
| Im Rundling 9 53° 0′ 2″ N, 11° 8′ 59″ O     | Wohn-/ Wirtschaftsgebäude | Zweigeschossiger traufständiger Massivbau teils verputzt, teils Sichtmauerwerk unter Halbwalmdach in Hohlpfannendeckung mit Zwerchgiebel mittig in der östlichen Dachfläche. Rückseitig unregelmäßiger Anbau, der als Stall und Scheune dient. Errichtet 1914 (i).                                                                                      | 30861663 | BW   |
| Im Rundling 9 53° 0′ 2″ N, 11° 8′ 56″ O     | Querscheune               | Eingeschossiger Fachwerkbau mit Lehmstakung unter Satteldach. Errichtet in der Mitte des 19. Jahrhunderts. | 30861642 | BW   |
| Im Rundling 10 53° 0′ 2″ N, 11° 8′ 59″ O    | Wohn-/ Wirtschaftsgebäude | Zum Dorfplatz giebelständiges Vierständerhaus in Fachwerk mit Backsteinausfachung, unter Satteldach. Symmetrischer Wirtschaftsgiebel mit engmaschigem Gitterfachwerk und Giebelpfahl. Errichtet 1826 (i). | 30861525 |      |
| Otto-Koke-Weg 1 52° 59′ 59″ N, 11° 9′ 20″ O | Wohn-/ Wirtschaftsgebäude | Vierständerhaus in Fachwerk mit weiß geschlämmten Ausfachungen; Halbwalmdach in Hohlpfannendeckung; Dacherker in der westlichen-, kleine Schleppgaube in der östlichen Dachfläche; zwei kleine Anbauten an der östlichen Traufseite. Errichtet Anfang des 19. Jahrhunderts.                                                                             | 30861507 | BW   |